# Johann Franz von Pretlack
Johann Franz von Pretlack (Darmstadt, 16 de septiembre de 1708-Viena, 8 de noviembre de 1767) fue un militar y diplomático del Sacro Imperio Romano Germánico.

## Biografía
De religión evangélica, nació en Darmstadt en 1708, hijo del mercenario barón Johann Rudolf Victor von Pretlack, que terminaría su carrera en el Sacro Imperio con el rango de teniente-mariscal de campo, y de la baronesa Maria Franziska Bock von Bläsheim.
En 1721 se matriculó en la Universidad de Giessen. Ingresó al servicio de Hesse en 1726 y sería nombrado capitán del regimiento de Dragones de la Guardia en 1731. En 1733 fue nombrado Caballero Honorario de la Orden de San Juan de Jerusalén. En 1736 fue ascendico a teniente coronel y general ayudante imperial. Tres años más tarde sería ascendido a coronel de servicio de Austria (1736) y el 16 de junio de 1742 general paramédico.
En 1745 fue nombrado embajador de Austria ante la corte rusa. El 30 de octubre (10 de noviembre) de ese año viajó de Viena a Rusia, llegando el 3 (14) de diciembre a Riga y el 11 (22) de diciembre a San Petersburgo. El 17 (28) de diciembre de 1745 fue recibido en audiencia privada por la zarina Isabel Petrovna. Una semana después presentó un proyecto de renovación de la alianza entre Rusia y Austria sobre la base del tratado de 1726. Austria, que fracasó en su guerra de sucesión, necesitaba reconstruir la alianza, destruida por los esfuerzos de los diplomáticos franceses.
El 22 de mayo (2 de junio) de 1746 Pretlak y el residente austríaco N. S. von Hoenholz firmaron un nuevo pacto de unión con el canciller Alekséi Bestúzhev-Riumin. Para obtener la asistencia de Rusia contra Francia, el embajador de Austria presentó otro acuerdo para invitar a Inglaterra al tratado entre Rusia y Austria. El 3 de enero de 1747, la corte rusa aceptó en principio proporcionar un cuerpo de apoyo de hasta 80.000 soldados a cambio de subvenciones en efectivo. El 23 de marzo de 1748 fue nombrado comandante del Cuerpo de Guardia a Caballo de Austria y promovido a teniente-mariscal de campo el 30 de junio del mismo año. El 17 de septiembre, en una conferencia en la corte de Viena, fue nombrado Comisionado del Cuerpo Auxiliar ruso, encargado de sus suministros y del alojamiento en sus cuarteles de invierno.
En el período de la crisis sueca de 1749-1750, las reclamaciones excesivas de Rusia y las presiones franco-prusianas casi conducen a una nueva guerra, por lo que María Teresa retiró al embajador en San Petersburgo. Von Preplak fue llamado a consultas, regresando en misión diplomática a Rusia el 20 de enero de 1751.
El 13 de julio de 1752 fue ascendido a general de caballería y el 13 de mayo de 1761 a paramédico. Ese mismo año fue nombrado Gobernador de Ostende. Tenía el estatus de kammerjunker de Hesse-Darmstadt y oberamtmann en Battenberg.
Murió en Viena el 8 de noviembre de 1767.

## Condecoraciones
- Caballero Honorario de la Orden de San Juan de Jerusalén.
- Orden de San Andrés
- Orden de San Alejandro Nevski